# 香川元景
香川 元景（かがわ もとかげ）は、室町時代から戦国時代にかけての武将。西讃岐国の守護代。讃岐国天霧城主。細川京兆家の家臣。基景とも。香川氏に関する資料では複数の「元景」なる人物が存在するが、ここでは天文年間前後に活躍し、之景の父とされる人物を取り上げる。

## 生涯
室町時代末期、讃岐国に生まれる。香川氏は東讃の安富氏と並び、代々讃岐国守護代を務めつつ在国、在京の二家に分れ畿内の抗争にも奔走。京兆家の政務執行を補佐する役目にあった在京香川家は京兆内衆として年寄衆、管領伴衆、管領内意見人などを歴任。しかし応仁の乱中に元明が戦死したことにより香川惣領家が断絶。その後、在国香川家が宗家となったと考えられている。
明応の政変によって細川政元が室町幕府の実権を掌握するも京兆家の家督争い、家臣団の分裂により内乱が激化。永正4年（1507年）、政元の近侍であった父・満景が畿内で戦死すると、元景が香川氏惣領家を継いだ。その後、細川家は細川高国、政賢と三好之長らの支援を得て細川京兆家を継いだ細川澄元の勢力とに分れ、内乱抗争を繰り返していく。そこに大内義興が前将軍義稙を奉じて上洛、高国と結んで澄元を攻める。元景が安富氏と共に高国勢に降った2日後、高国勢は三好之長を京都にて破り足利義澄、澄元を近江国に追放、澄元は阿波へ落ち延びるもまもなく病没。高国は管領となり実権を掌握する。しかし永正15年（1518年）、大内義興が周防へ帰国したことで、細川家は再び分裂。元景は、はじめ澄元方に属し、のちに高国方に属して戦った。しかし澄元死後に跡を継いだ細川晴元によって享禄4年（1531年）6月、細川高国は敗死する。元景は新管領となった晴元の麾下に属しながら自国の内政に着手。香川氏は自立の道を歩み始めることとなる。